# Arvydas Juozaitis
Arvydas Juozaitis (in russo Арвидас Ионович Юозайтис?, Arvidas Ionovič Juozajtis; Vilnius, 18 aprile 1956) è un ex nuotatore sovietico, dal 1992 lituano.

## Carriera
Specializzato nella rana, all'apice della carriera vinse la medaglia di bronzo sulla distanza dei 100 metri alle Olimpiadi di Montréal 1976.

## Palmarès
- Giochi olimpici estivi

Montréal 1976: bronzo nei 100m rana.